# Стрільба на літніх Олімпійських іграх 1980
Змагання зі стрільби на літніх Олімпійських іграх 1980 у Москві тривали з 20 до 26 липня на стрільбищі Динамо. Розіграно 7 комплектів нагород у змішаних дисциплінах, в яких право на участь мали спортсмени обох статей. Всі медалі здобули чоловіки, а серед учасників було лише п'ять жінок. Через бойкот Ігор з боку західного блоку туди не приїхали представники деяких стрілецьких країн.

## Медальний залік
| Місце                | Країна               | Золото | Срібло | Бронза | Загалом |
| -------------------- | -------------------- | ------ | ------ | ------ | ------- |
| 1                    | СРСР (URS)           | 3      | 1      | 1      | 5       |
| 2                    | Італія (ITA)         | 1      | 0      | 0      | 1       |
| 2                    | Данія (DEN)          | 1      | 0      | 0      | 1       |
| 2                    | Румунія (ROM)        | 1      | 0      | 0      | 1       |
| 2                    | Угорщина (HUN)       | 1      | 0      | 0      | 1       |
| 6                    | НДР (GDR)            | 0      | 5      | 1      | 6       |
| 7                    | Швеція (SWE)         | 0      | 1      | 1      | 2       |
| 8                    | Болгарія (BUL)       | 0      | 0      | 2      | 2       |
| 9                    | Австрія (AUT)        | 0      | 0      | 1      | 1       |
| 9                    | Куба (CUB)           | 0      | 0      | 1      | 1       |
| Загалом (10 збірних) | Загалом (10 збірних) | 7      | 7      | 7      | 21      |

### Медалісти
| Дисципліни                            | Золото                    | Срібло                    | Бронза                   |
| ------------------------------------- | ------------------------- | ------------------------- | ------------------------ |
| Швидкісний пістолет 25 метрів         | Корнеліу Іон (ROM)        | Юрґен Віфель (GDR)        | Ґергард Петріч (AUT)     |
| Пістолет, 50 метрів                   | Олександр Мелентьєв (URS) | Гаральд Фолльмар (GDR)    | Любчо Дьяков (BUL)       |
| Гвинтівка лежачи, 50 метрів           | Карой Варга (HUN)         | Гелльфрід Гайльфорт (GDR) | Петар Запрянов (BUL)     |
| Гвинтівка з трьох положень, 50 метрів | Віктор Власов (URS)       | Бернд Гартштайн (GDR)     | Свен Юганссон (SWE)      |
| Рухома мішень, 50 метрів              | Ігор Соколов (URS)        | Томас Пфеффер (GDR)       | Олександр Газов (URS)    |
| Скит                                  | К'єлль Расмуссен (DEN)    | Ларс-Єран Карлссон (SWE)  | Роберто Кастрільйо (CUB) |
| Трап                                  | Лучано Джованетті (ITA)   | Рустам Ямбулатов (URS)    | Єрґ Дамме (GDR)          |

## Країни-учасниці
Змагалися 239 стрільців (234 чоловіки і 5 жінок) з 38-ми країн:
| - Андорра (2) - Австралія (2) - Австрія (8) - Бельгія (3) - Бразилія (5) - Болгарія (11) - Коста-Рика (6) - Куба (5) - Чехословаччина (11) - Данія (4) |  | - НДР (13) - Фінляндія (9) - Греція (3) - Гватемала (5) - Угорщина (14) - Індія (4) - Ірландія (4) - Італія (10) - Йорданія (4) |  | - Лаос (6) - Люксембург (1) - Мальта (2) - Мексика (2) - Монголія (2) - Нідерланди (4) - КНДР (11) - Перу (7) - Польща (12) - Румунія (5) |  | - Сан-Марино (10) - СРСР (14) - Іспанія (8) - Швеція (8) - Сирія (4) - Венесуела (2) - В'єтнам (7) - Югославія (3) - Зімбабве (8) |

## External links
- IOC Site on 1980 Summer Olympics